# Foreste miste del bacino del Po
Le foreste miste del bacino del Po sono una ecoregione dell’ecozona paleartica, appartenente al bioma delle foreste di latifoglie e foreste miste temperate, indicate dal WWF con il codice: PA04232. L’ecoregione si trova interamente compresa nella zona settentrionale dell’Italia, comprendendo le regioni del Piemonte, Lombardia, Veneto, Emilia-Romagna, Trentino-Alto Adige e Friuli-Venezia Giulia.

## Territorio

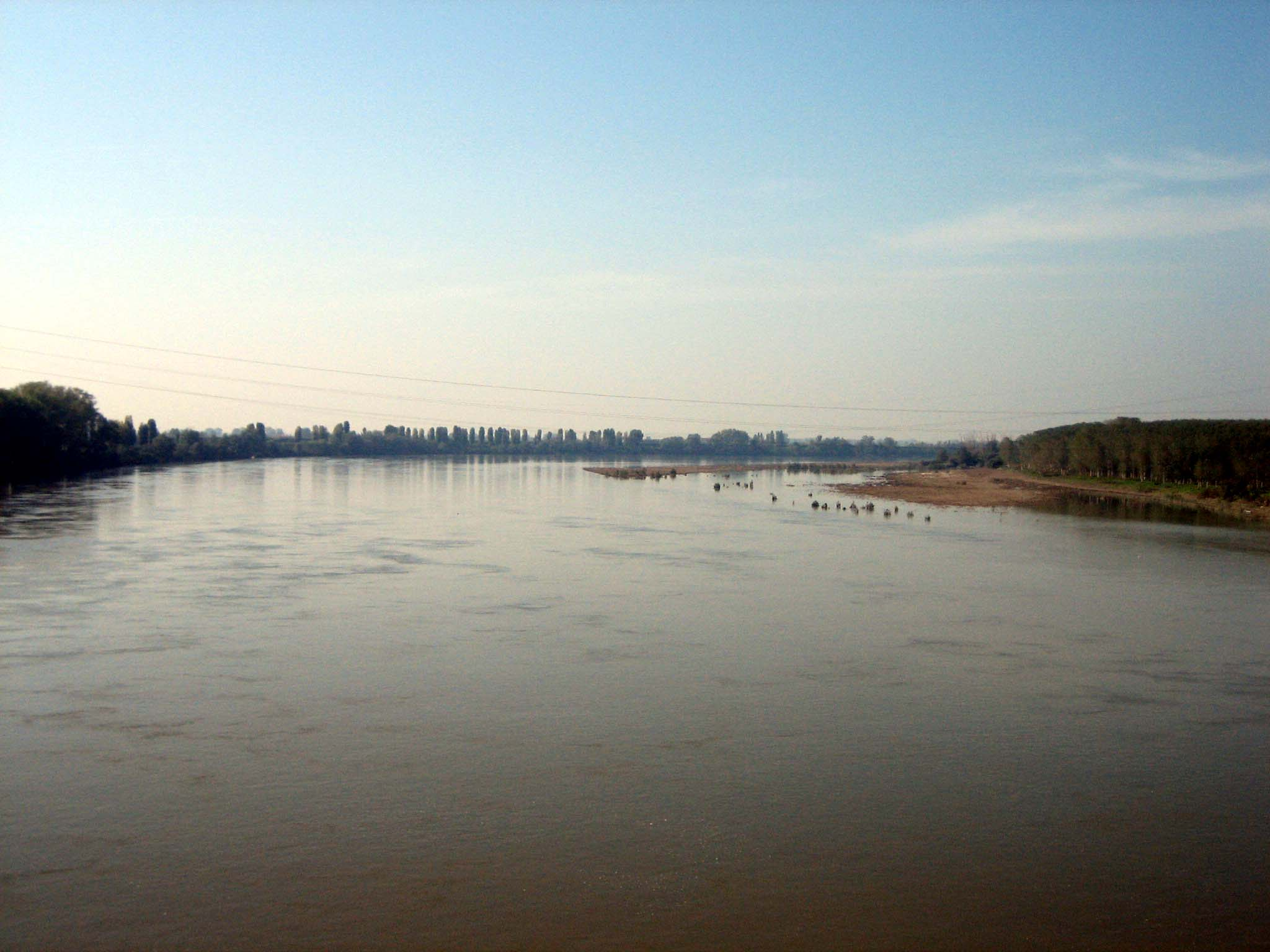
Il Po nei pressi di Mantova

Il territorio dell’ecoregione è pianeggiante, con occasionali rilievi di emergenza vulcanica, si trova a un’altezza massima di 200 metri sul livello del mare. È delimitato a ovest e a nord dalla catena della Alpi, preceduta – nella parte settentrionale – da una catena di colline denominate Prealpi, a sud la pianura è delimitata dagli Appennini mentre a est si affaccia sul mare Adriatico e presenta la singolarità del delta del Po, che si protrae nel mare per diversi chilometri e presenta caratteristiche peculiari.
L’area è oggetto di insediamento umano fin dalla preistoria e a partire dal Medioevo ha ospitato centri abitati importanti, che si sono espansi sfruttando i vantaggi geografici offerti dalla pianura, dalla facilità delle comunicazioni e dalle terre agricole ricche da cui erano circondati. Milano, una delle aree metropolitane più estese d’Europa, Torino, Bologna, Brescia, Verona sono città che hanno sviluppato rilevanti attività industriali e commerciali ormai da vari secoli e sorgono all'interno di una pianura il cui ecosistema hanno contribuito a cambiare radicalmente. Questo fatto ha portato a una costante e crescente pressione antropica sull’ecosistema, una volta ricoperto per lo più da una foresta di latifoglie di roveri, cerri, carpini bianchi, olmi e ornielli che ora è ridotta forse al 10% della sua originale superficie. Stessa sorte è toccata alle antiche foreste ripariane, che una volta occupavano le zone periodicamente inondate dalle acque del fiume che si innalzano in occasione delle piogge autunnali e del disgelo primaverile, e ospitavano frassini meridionali, salici, ontani neri, olmi, pioppi neri e bianchi. In queste stesse aree si trovavano torbiere e paludi che sono progressivamente scomparse in ragione del fatto che il regime delle acque veniva regolato e l’alveo del fiume contenuto da argini allo scopo di prevenire le esondazioni, che a volte sono state disastrose, vedi per tutte l’alluvione del Polesine del novembre 1951.

## Flora

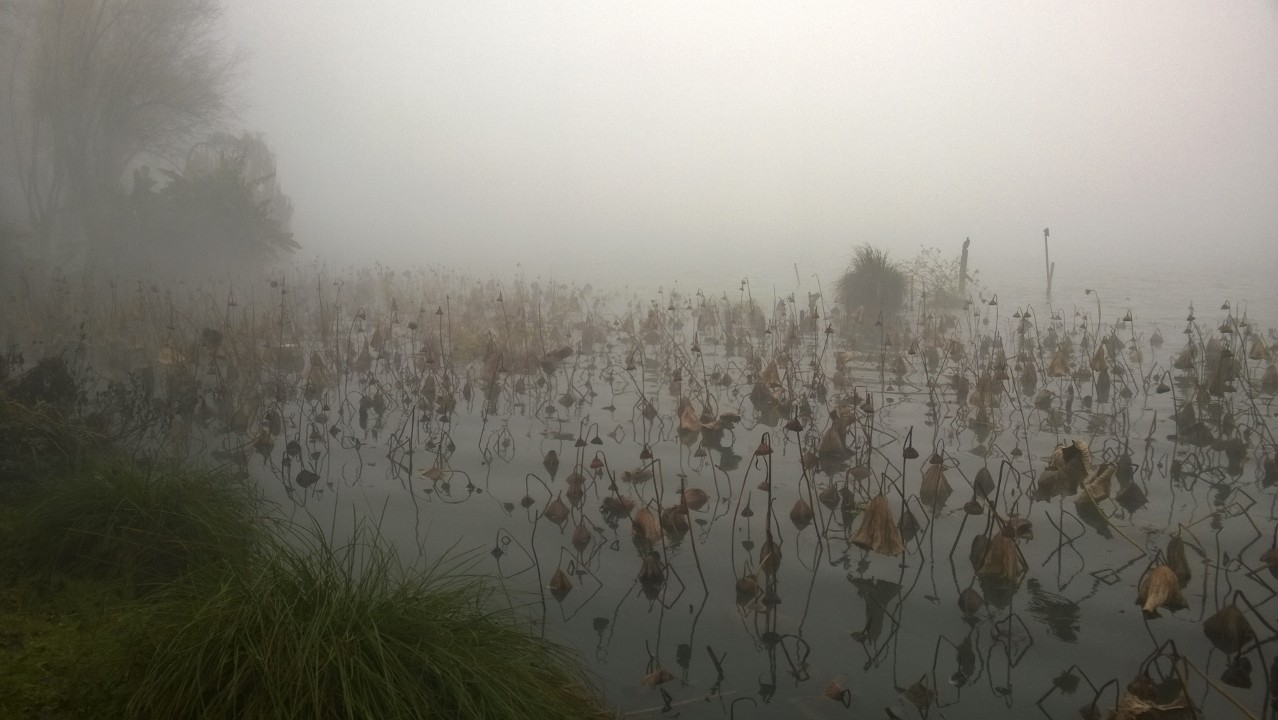
Il loto: specie aliena che ha proliferato nel lago Superiore a Mantova

Le zone più importanti per la biodiversità, che ancora è presente con una significativa ricchezza, sono quelle intorno agli ecosistemi di acque dolci, dove si trovano molte specie di piante minacciate in Italia quali campanelle maggiori, ninfea comune, orchidee, la felce Thelypteris palustris, erba pesce, erba saetta, erba vescica delle risaie e altre.
L’ERSAF della Lombardia ha provato a ricostituire l’originale foresta in vari appezzamenti: a Travacò Siccomario, a Cremona-Casalmaggiore-Gerre de Caprioli, a Bigarello e altri comuni
In pianura padana, e non solo, è particolarmente invadente la presenza della robinia, specie arborea della famiglia delle leguminose particolarmente propensa a proliferare in ambienti anche poveri di sostanza organica. In origine una specie aliena e ormai parte integrante del paesaggio botanico e sfruttata commercialmente per la produzione di miele, viste l’abbondanza del suo nettare. Un'altra curiosa specie aliena è il loto, impiantato nel lago Superiore, nei pressi di Mantova, dove ha attecchito e proliferato in una forma inusitata.

## Fauna

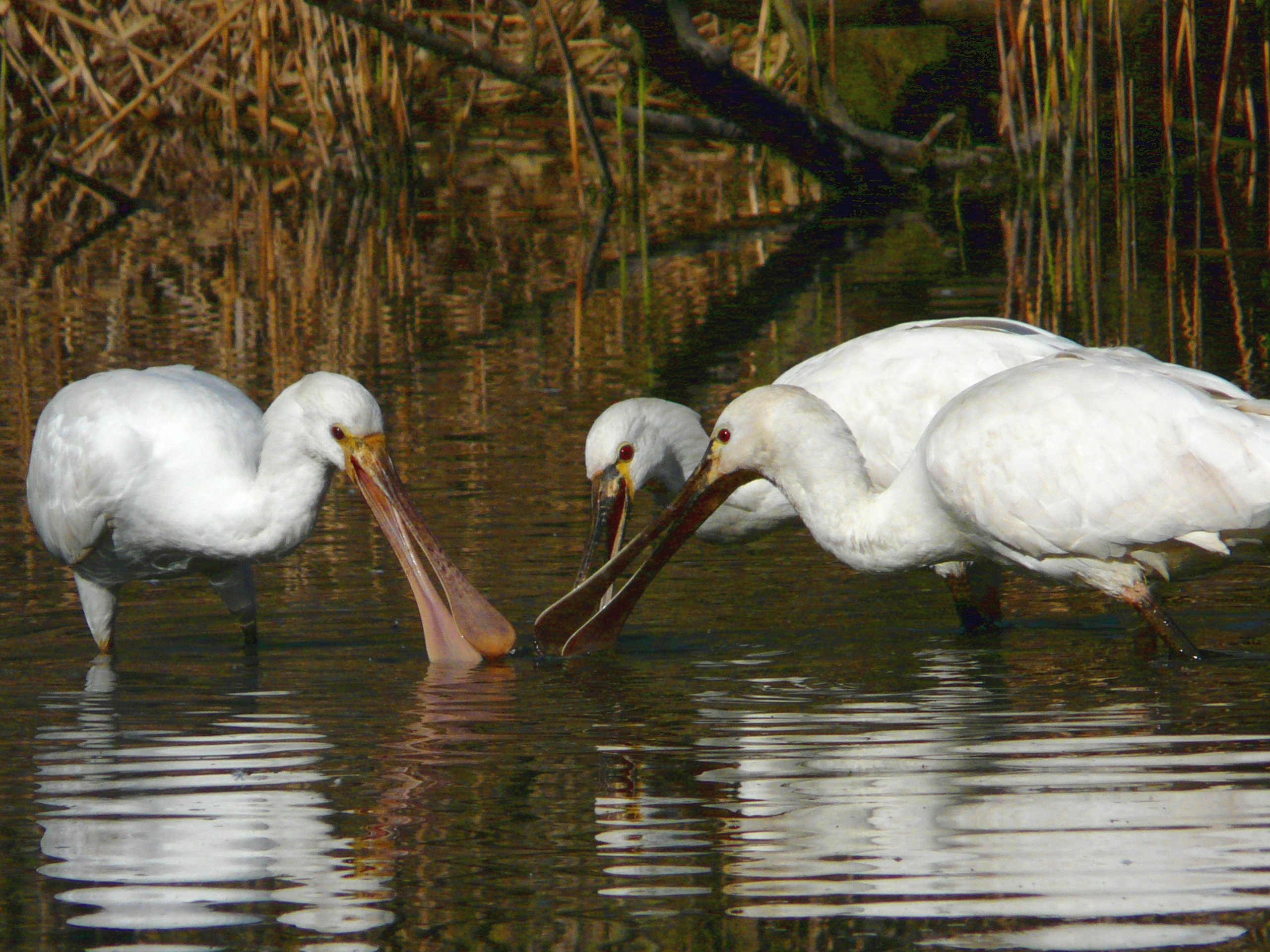
Esemplari di Spatola

Le zone umide dell’ecoregione sono zone importanti per la nidificazione, il riposo e l’alimentazione di molte specie di uccelli migratori: sono il luogo favorito di riproduzione dell’airone cenerino, dello sgrarza ciuffetto, della nitticora e della garzetta. Il bacino del Po offre riparo alle nidiate di marangone minore e alla minacciata moretta tabaccata. 
Un caso insolito di entrata di una specie aliena è registrato a Casalbeltrame, nella zona di risaie del Vercellese, dove dal 1995 si sono stabiliti in modo permanente gli ibis sacri.

## Popolazione
La zona è intensamente antropizzata, da secoli. Le aree naturali sono confinate a ristrette macchie all’interno delle zone protette. L’agricoltura industriale, con il suo ciclo di produzione e tutti i servizi connessi a monte e a valle, oltre che l’insorgenza dell’industria, ha suggerito la costruzione di una fitta rete di vie di comunicazione che hanno spezzettato e rotto per sempre l’integrità dell’ambiente naturale.

## Conservazione
Nell’ecoregione esistono numerose aree protette, nessun parco nazionale, ma vari parchi regionali:
 Emilia-Romagna 

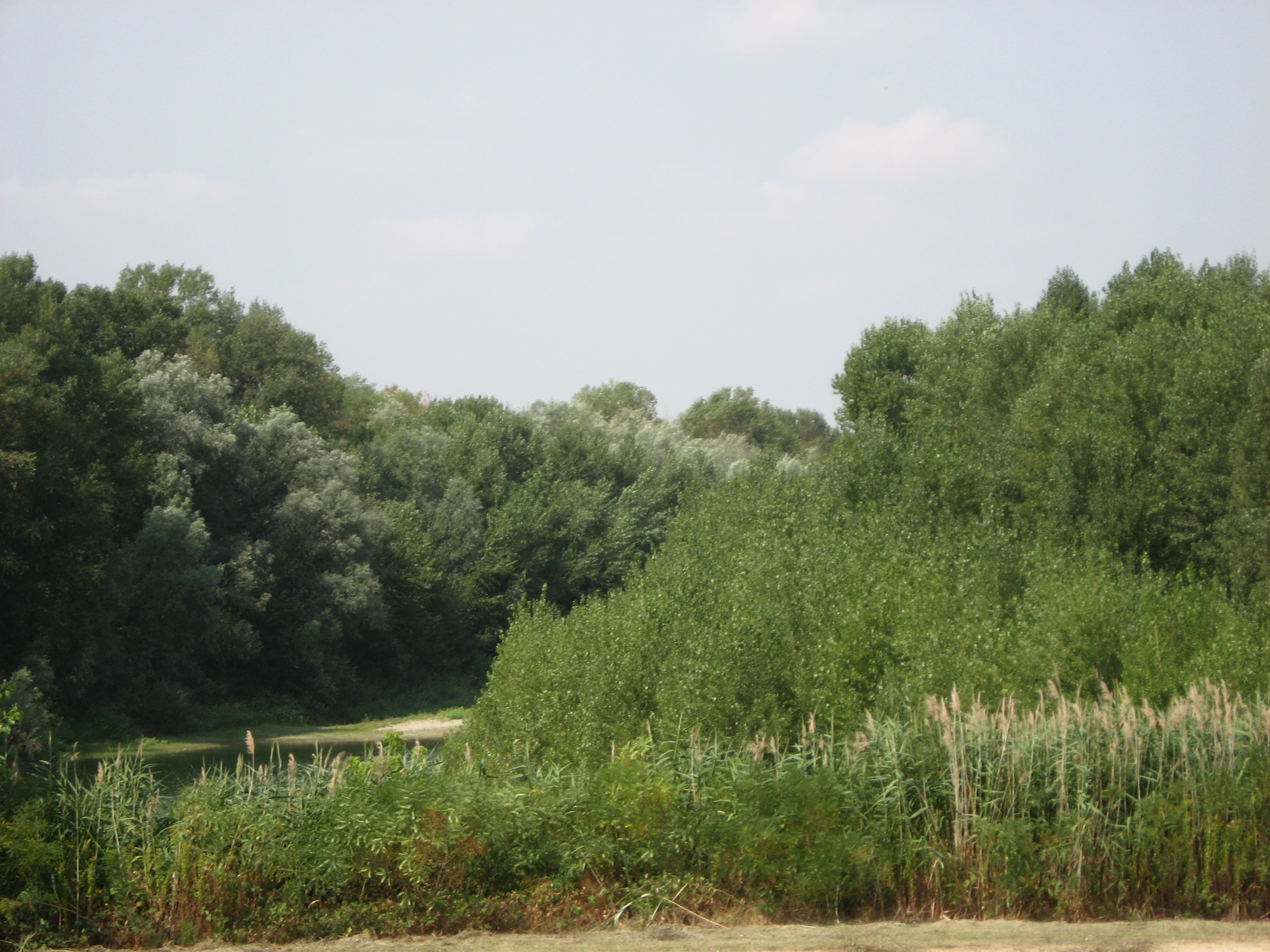
Flora della zona ripariale lungo il Taro

- Parco fluviale regionale del Taro
- Parco fluviale regionale dello Stirone

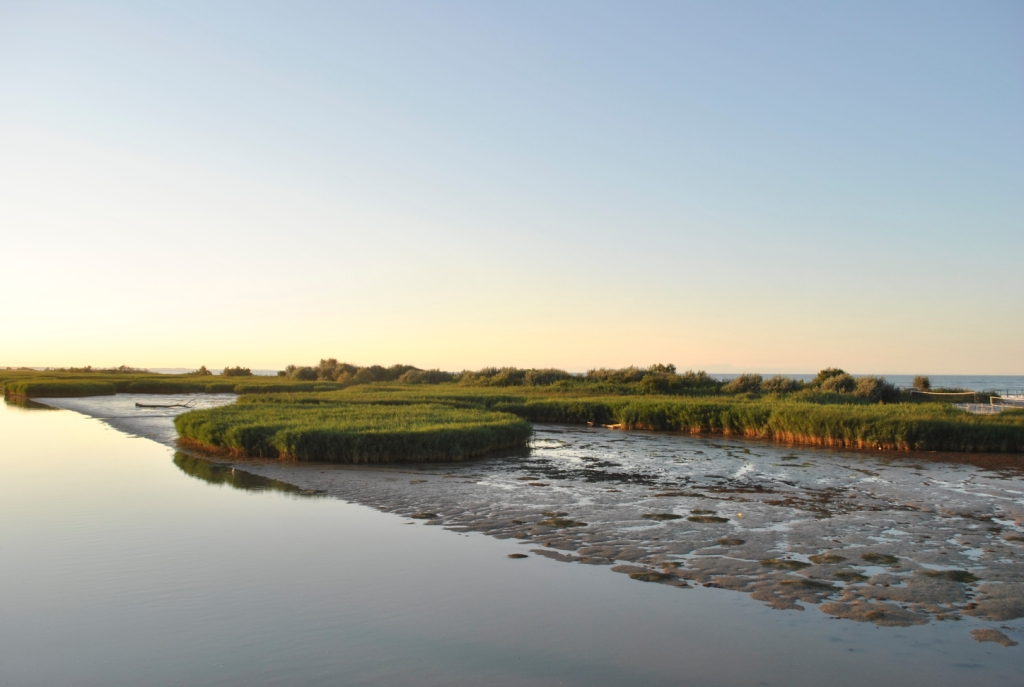
Il delta del Po, a Boccasette

- Parco naturale regionale dei Boschi di Carrega
- Parco regionale del Delta del Po
- Parco regionale della Vena del Gesso Romagnola
- Parco regionale dell'Abbazia di Monteveglio
- Parco regionale storico di Monte Sole
- Parco fluviale del Panaro (in via di costituzione  Archiviato il 21 settembre 2016 in Internet Archive.)

 Lombardia 
- Parco naturale dell'Alto Garda Bresciano

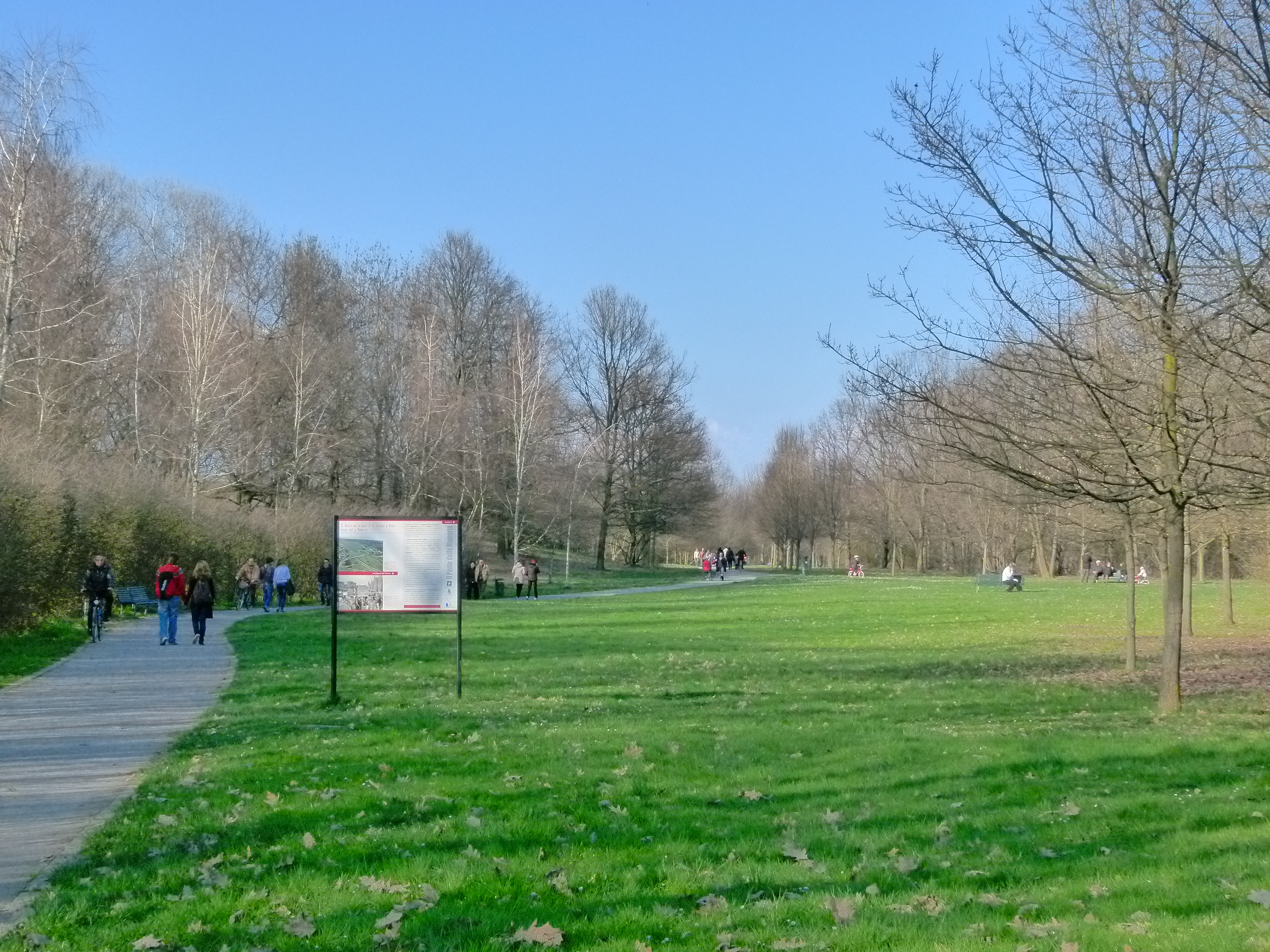
Il Parco naturale Bosco delle Querce, impiantato sul sito del disastro di Seveso

- Parco naturale del Campo dei Fiori
- Parco della Pineta di Appiano Gentile e Tradate
- Parco naturale della Valle del Lambro
- Parco naturale del Bosco delle Querce
- Parco naturale Lombardo della Valle del Ticino
- Parco naturale dell'Adda Nord
- Parco naturale dei Colli di Bergamo
- Parco naturale Nord - Milano

  Parchi regionali non inclusi nell'EUAP
- Parco dell'Adda Sud
- Parco delle Groane
- Parco agricolo Sud Milano
- Parco regionale del Mincio
- Parco dell'Oglio Nord
- Parco dell'Oglio Sud
- Parco del Serio

 Piemonte 

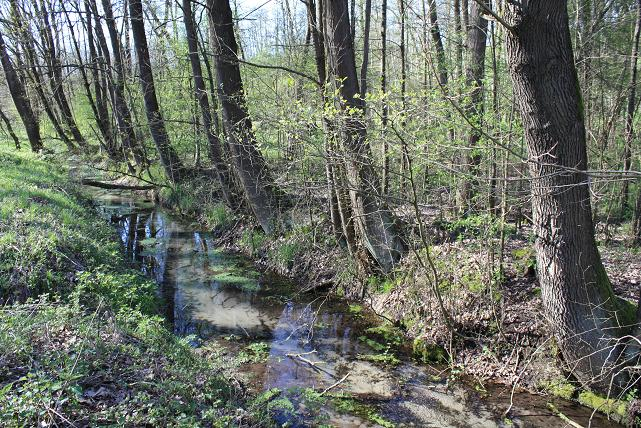
Boschi del Vignolo, con fontanile, presso Garlasco

- Parco naturale dei Laghi di Avigliana
- Parco naturale dei Lagoni di Mercurago
- Parco naturale del Bosco delle Sorti della Partecipanza di Trino
- Parco naturale della Collina di Superga
- Parco naturale della Valle del Ticino
- Parco naturale delle Capanne di Marcarolo
- Parco naturale delle Lame del Sesia
- Parco naturale di Rocchetta Tanaro
- Parco naturale di Stupinigi
- Parco naturale di interesse provinciale del Lago di Candia
- Parco regionale La Mandria

 Veneto 
- Parco naturale regionale del Fiume Sile
- Parco regionale dei Colli Euganei
- Parco regionale del Delta del Po
- Parco regionale di interesse locale Civiltà delle Rogge – non incluso nell'EUAP

Oltre a queste, esistono numerosi luoghi che godono di riconoscimento e protezione particolare, senza essere inseriti nel sistema dei parchi, per un elenco più completo, vedere la pagina sulle altre aree protette d’Italia.